# Ed Polite, Jr.
Edward "Ed" Polite, Jr. (Lanham, Maryland, 18 de julio de 1997) es un baloncestista estadounidense que pertenece a la plantilla del Kryvbasbasket-Lux Kryvyi Rih de la Superliga de Ucrania. Con 1,98 metros de estatura, juega en la posición de alero.

## Trayectoria deportiva

### Universidad
Jugó cuatro temporadas con los Highlanders de la Universidad de Radford, en las que promedió 11,9 puntos, 8,5 rebotes, 1,4 asistencias y 1,5 robos de balón por partido. Acabó su carrera como líder histórico en número de rebotes de su universidad, con 1,119, y el segundo mejor en promedio de rebotes y en número de robos de balón, con 199.
En su primera temporada fue incluido en el mejor quinteto de novatos de la Big South Conference, mientras que en las dos últimas lo fue en el mejor quinteto absoluto de la conferencia, siendo elegido en 2019 como mejor jugador defensivo del año.

### Profesional
Tras no ser elegido en el Draft de la NBA de 2019, en el mes de julio firmó su primer contrato profesional con el Pallacanestro Biella de la Serie A2 italiana. Hasta el momento de la paralización de la competición por el coronavirus, estaba promediando 11,7 puntos y 6,4 rebotes por encuentro jugandosiempre como titular.